# Amazonides tabida
Amazonides tabida là một loài bướm đêm trong họ Noctuidae.